# Morra De Sanctis
Morra De Sanctis là một đô thị (commune) thuộc tỉnh Avellino trong vùng Campania của Ý. Morra De Sanctis có diện tích 30 km2, dân số là 1366 người (thời điểm ngày 1 tháng 5 năm 2009).